# Ramo leonés

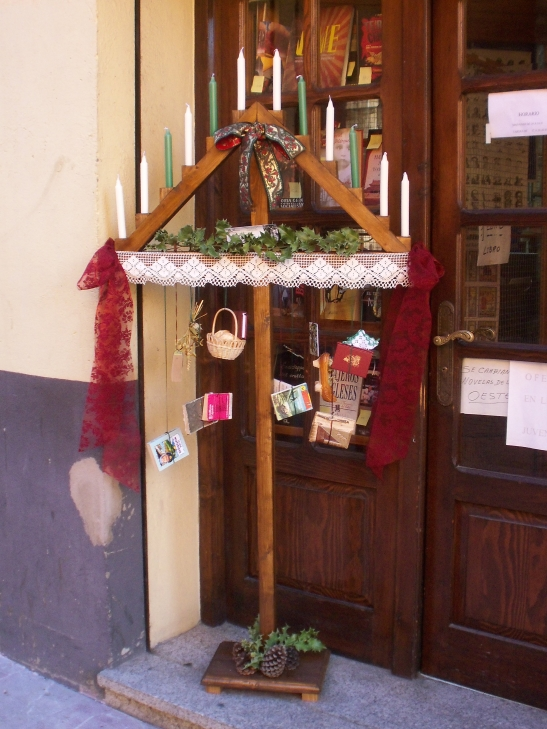
Ramo decorado con ornamentos navideños, costumbre cada vez más arraigada en la provincia de León

El ramo leonés (ramu llionés, en leonés)o más correctamente ramo es una tradición religiosa asociada a la Navidad. Hasta su puesta en valor en las últimas décadas del siglo XX, el ramo era un soporte engalanado de diversas formas que se entregaba generalmente a modo de ofrenda a una o varias entidades religiosas con una intención piadosa. Se compone de una parte material —un soporte de madera del que cuelgan ofrendas y adornos—, una parte literaria —textos y melodías— y una parte ceremonial —el acto que se realiza en la iglesia de la localidad—. Desde la década de 1990, el soporte se ha recuperado como ornamento en las fiestas navideñas, siendo su presencia más constatable en la provincia de León.

## Historia
No está claro el origen del ramo leonés. Como hipótesis, su antigüedad podría remontarse a los pueblos prerromanos, quienes utilizaban vegetación verde en el sentido doble de veneración y reverencia; por ejemplo, los celtas adornaban el interior de sus casas con hiedra mientras que en el exterior colocaban acebo y muérdago con un afán protector. Las manzanas y piñas representaban, respectivamente, la vida después de la muerte y la fertilidad. O los etruscos, quienes adornaban un árbol del bosque para venerar a sus dioses, o portaban una rama de árbol para homenajear a sus héroes.
Existen citas procedentes de libros de contabilidad parroquial de la iglesia de San Salvador de La Bañeza, en anotaciones de 1560 y 1643, o de Morales del Arcediano de 1789. Los armazones de madera más antiguos es posible que sean del siglo XVIII, aunque el arte popular suele replicar modelos antiguos por lo que es difícil calcular su antigüedad. Los manuscritos más antiguos conservados son de Antonino García, a partir de la década de 1810, y los fechados en Espinosa y Pedrosa del Rey en la década de 1860.
Sucedida la guerra civil, el ramo comenzó a perderse en muchas áreas, especialmente aquellos relacionados con la Navidad o ritos de paso. Tras la despoblación del medio rural acaecida a lo largo del siglo XX, esta tradición estuvo a punto de perderse por el empuje de otras importadas, pero desde la década de 1990 vive un nuevo renacer al popularizarse el armazón como ornamento navideño.

## Distribución geográfica
A partir de la documentación existente, su uso se extendía mayoritariamente por las diócesis de León y Astorga (provincias de León, Zamora, Palencia y Cantabria), aunque casi un 20% de las localidades donde se documenta corresponden a las vicarías de Oviedo (provincias de León y Zamora), Alba y Aliste —de la archidiócesis de Santiago—, Orden de Santiago —Altobar, Campo de Villavidel— y territorios en los que un abad ejercía funciones episcopales, como en Peñalba y Montes de Valdueza.
Aunque no hay relación entre dependencia diocesana y distribución geográfica del Ramo, es posible que Astorga y León ejerciesen como centros de redifusión de textos hacia 1800. Según Alonso Ponga, los textos pudieron saltar de unas comarcas a otras debido a la labor de sacerdotes y maestros, que al cambiar de destino extendían el área de difusión. Se desconoce dónde surgió el Ramo, pero no debió ser lejos de León o Astorga.
El ramo como religiosidad popular está extendido prácticamente por toda España (Cantabria, Asturias, Galicia, León, Extremadura, Castilla y Murcia) y Portugal. También existen ritos parecidos documentados en Sicilia, Calabria, y Cerdeña.

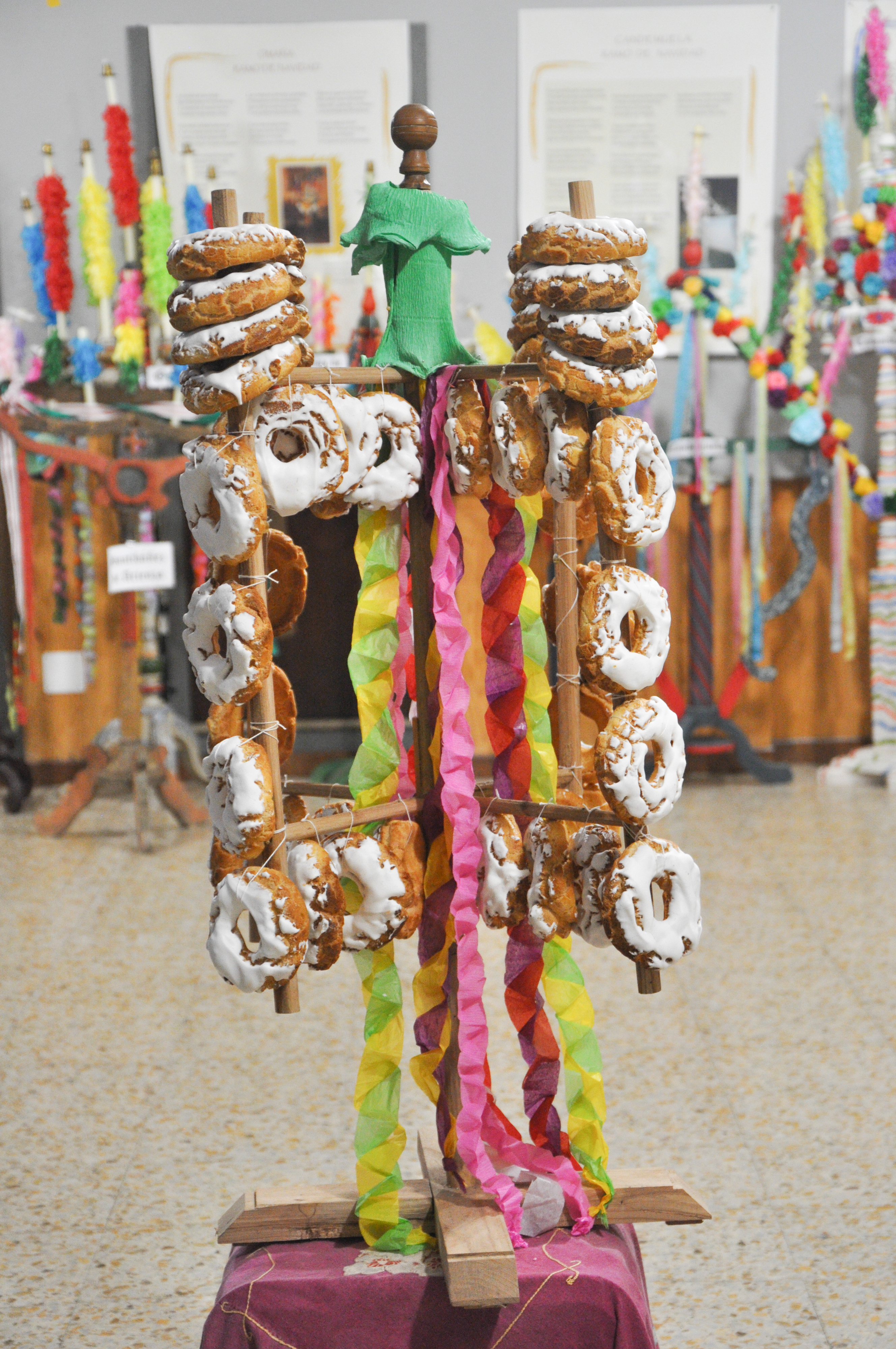
Ramo de Carbajal de Rueda
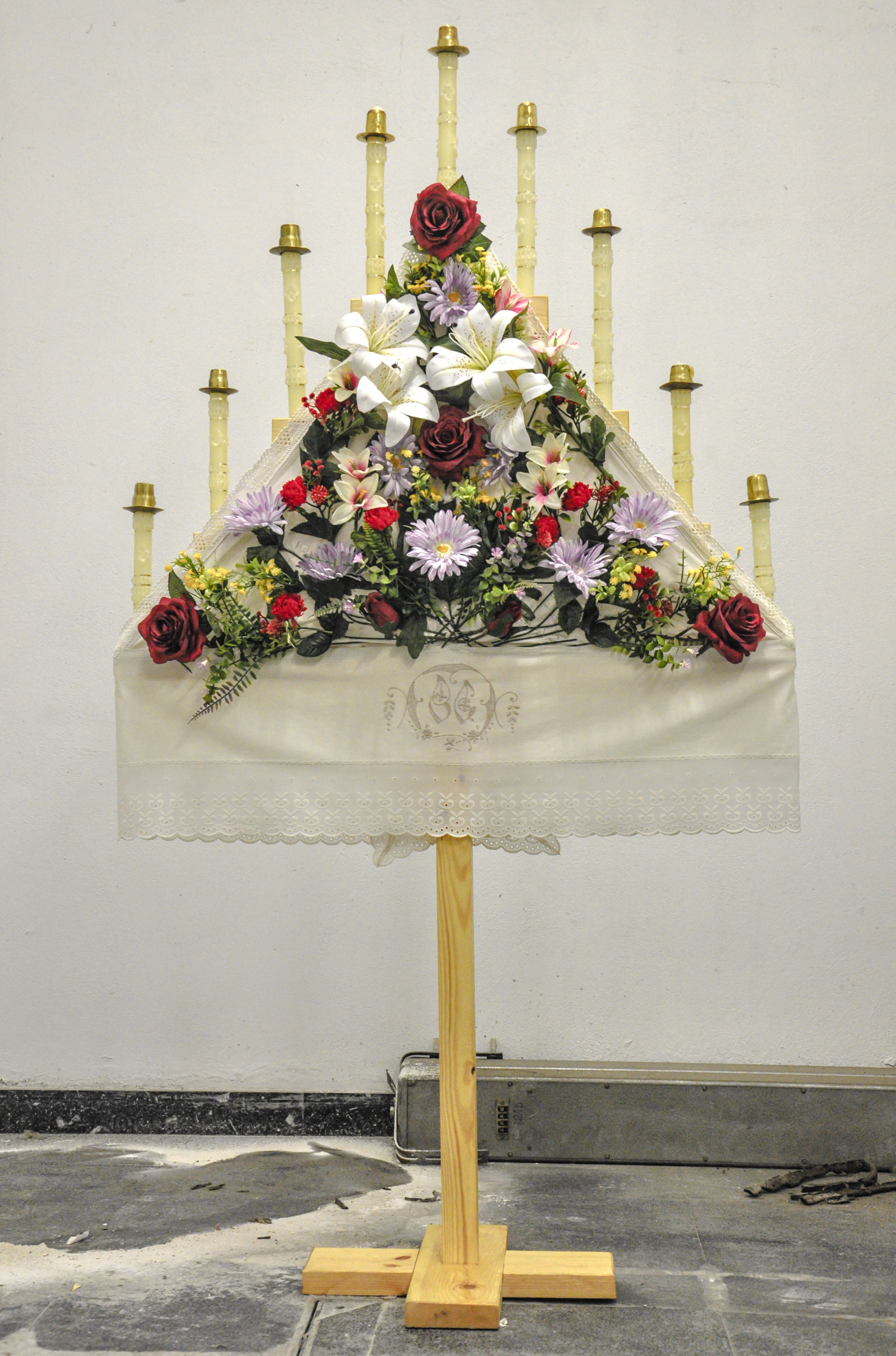
Ramo de Genicera
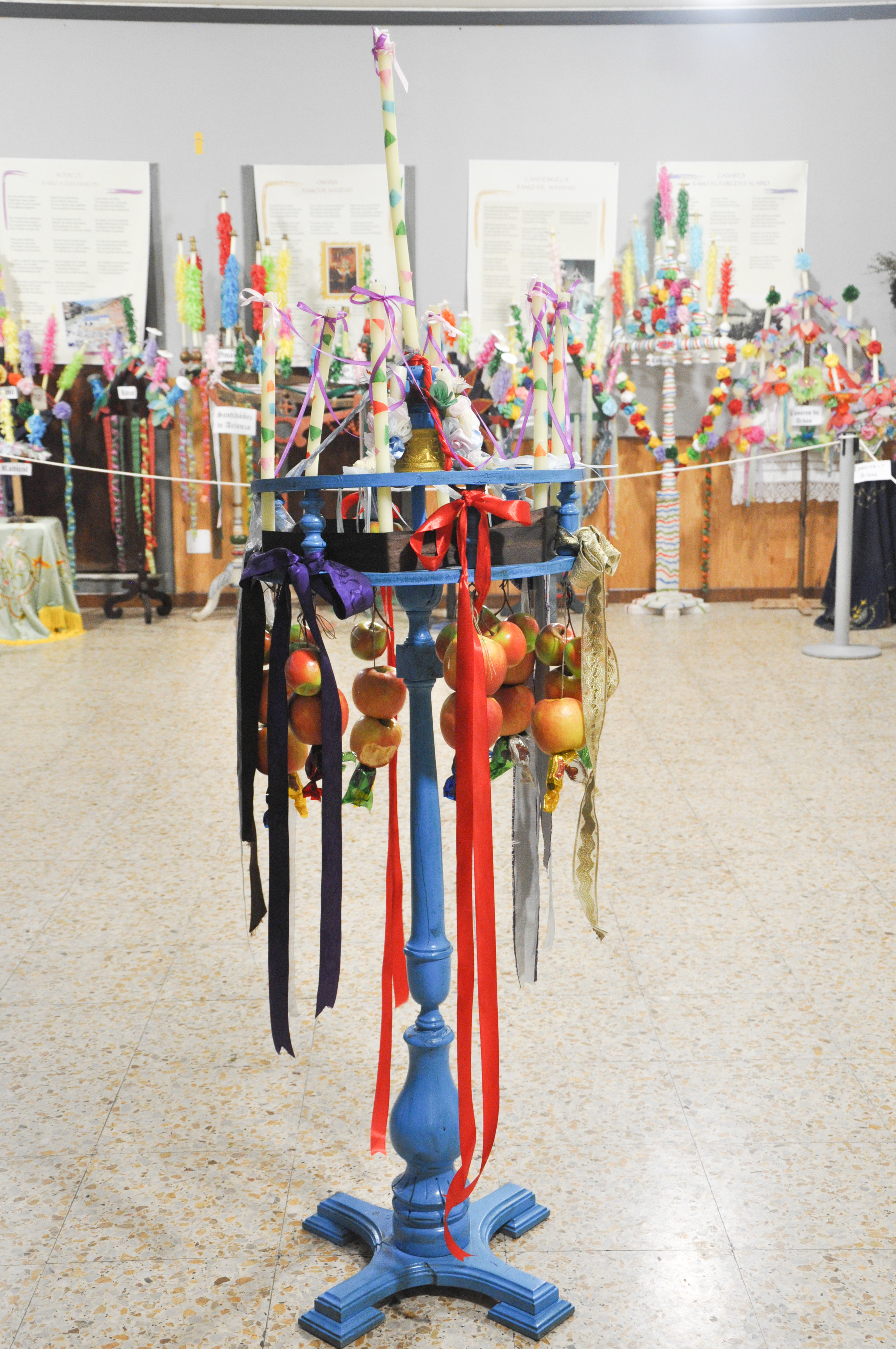
Ramo de Toldanos
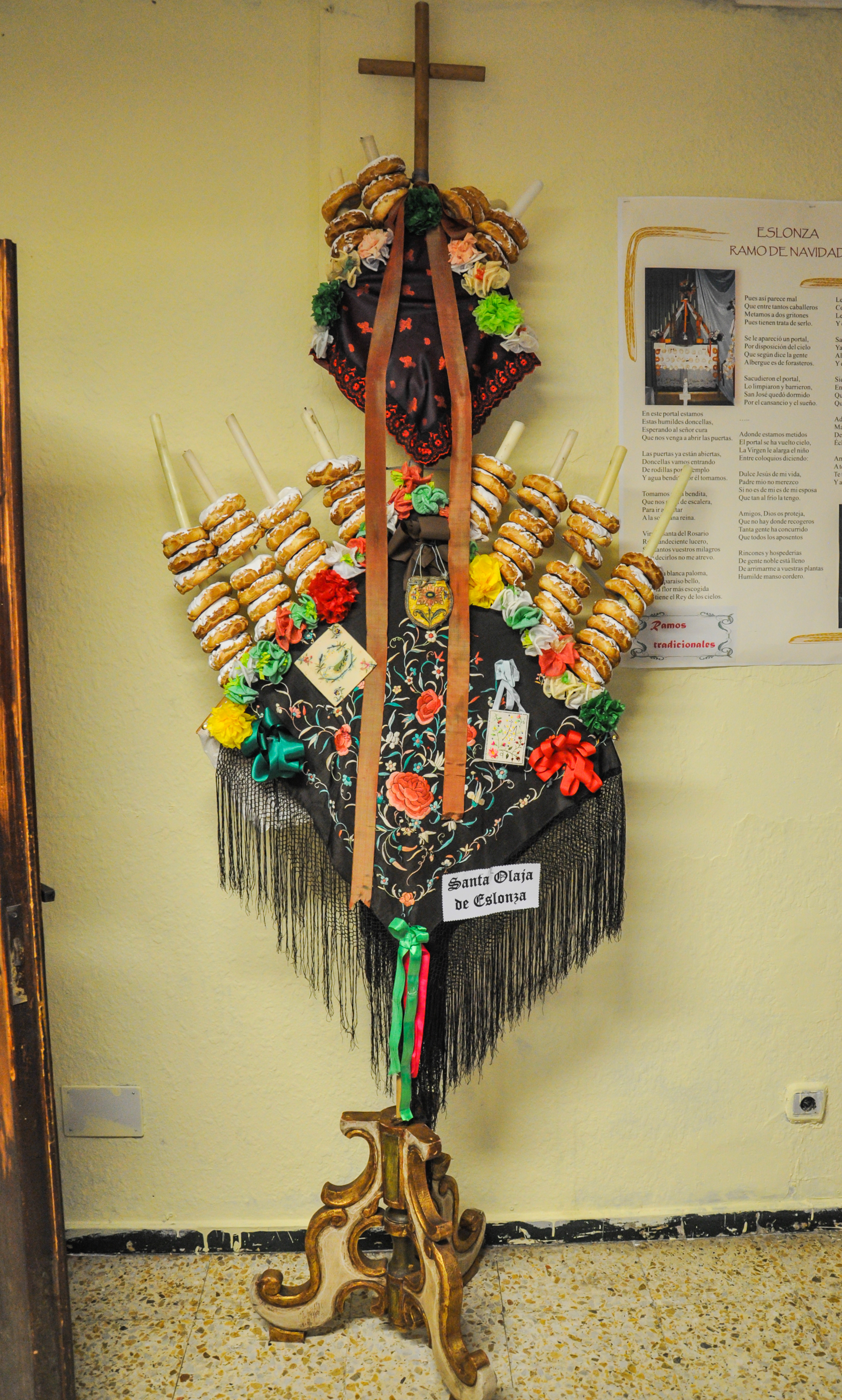
Ramo de Santa Olaja de Eslonza

## Soporte

### Descripción
Según Concha Casado, el soporte era en un principio un ramo o rama de árbol, que posteriormente se sustituyó por un armazón de madera cubierto de adornos. De acuerdo con los ejemplares conservados, se clasifican en los siguientes tipos:
- Rama vegetal: es el modelo más arcaico. Se solía coger de una planta de hoja perenne, como acebo, laurel, pino, encina o romero.
- Vara de madera: de ella cuelga un roscón, flores y cintas de colores. Está documentado en Cabrera.
- Triangular: consiste en una vara de dos metros, con su pie, en la que se coloca un triángulo con la punta hacia arriba. Es uno de los modelos más habituales. Se conocen ejemplares de 60 cm de alto procedentes de domicilios particulares, que bien pudieran proceder de la subasta del Ramo o que fuesen empleados para un Ramo de exvoto, que volvió a casa del donante.
- Romboide: está formado por dos triángulos, uno con la punta hacia arriba y otro hacia abajo, además del soporte. Hay ejemplares con otro rombo más pequeño encima del principal.
- Circular: está formado por una vara sobre la que se acoplan una o dos piezas circulares, en las que se insertan las velas, y un copete.
- Rastru: se trata de una pieza formada por cinco tablones perpendiculares a la vara, donde el más alto lleva taladros para insertar las velas. El nombre viene por el parecido con la rastra o rastru, apero de labranza.
- Margaritina: consta de un soporte labrado con un símbolo solar en el centro, semejante a una flor con muchos pétalos.
- Medio sol: está formado por una vara y una pieza semicircular, simulando medio sol, donde las velas serían los rayos.
- Cubo: consta de un cuadrado en posición horizontal, con cuatro capiteles en las esquinas y uno en el centro, donde se colocaban las velas. Está documentado en la montaña de Cistierna y Riaño.
- Ramo de San Esteban: consiste en una vara de dos metros en la que se sujetan tres círculos de madera, de los que cuelgan rosquillas, racimos de uva y espigas. En el remate se insertan flores, hojas verdes y cintas decoradas. Solo está documentado en Villablino.

### Decoración
El acto de adornar el armazón de madera se denomina «vestir el ramo», denominación que puede derivar de que parte de los adornos son telas: mantones bordados, cintas de seda y un lienzo blanco que forra el armazón, sobre el que se cosen puntillas y las ofrendas. Parece que la decoración, en conjunto, está relacionada con el repertorio decorativo del arte popular. Pueden llevar pequeñas tallas de soles, estrellas, flores de seis u ocho pétalos... todos ellos símbolos astrales de tradición prerromana. Así mismo, es frecuente que cuelguen objetos religiosos como reliquias protectoras contra animales, la «figa» o «mano mora», estampas de santos, medallas de devociones, relicarios de plata, forros de seda en forma de cruz o cintas de color azul claro de la Inmaculada. En cuanto a la presencia de flores, dado que no las hay en invierno, se simulan con papeles de colores o plástico, aunque también aparecen bordadas en los mantones con los que se forra el armazón.

### Ofrendas
El componente más significativo de las ofrendas que porta el ramo son las velas. Se cree que unos cabos de vela, encendidos sobre las puntas de ramas verdes, fueron sustituidos por velas enteras; esto provocaría el cambio en la forma del ramo, ya que se necesitaba un armazón donde encajar las velas. Estas jugaban un importante papel en la iluminación del Santísimo y en la liturgia cristiana, lo que explica que fueran un continuo objeto de regalo al templo; por tanto, un ramo podría entenderse también como la entrega anual a la parroquia de una determinada cantidad de cera, en nombre de todo el pueblo. El número de velas suele ser impar (15, 9, 7), aunque también los hay pares (12), con una para cada mes del año. Otro elemento lo conforman los productos derivados del pan, como tortas, roscas, bollos y panes dulces. Entre las frutas solo se encuentran manzanas, ya que el invierno no es una estación propicia para ello. Por último, cerros de lino y bolas de lana.

## Textos y música
Tradicionalmente se piensa que los textos se han transmitido por tradición oral. Sin embargo, de entre los textos de ramos recuperados, un tercio son manuscritos del siglo XIX, por lo que debieron nacer como composiciones escritas, bien para superar la censura eclesiástica o bien de cara a su ensayo. En cuanto a la música, no existen noticias de partituras del ramo, por lo que se supone que las melodías se transmitieron por vía oral. Destacan aspectos como el hecho de que los coros son femeninos o el canto de piezas no canónicas, que contrastan con las tradicionales restricciones eclesiásticas en estos temas.
En los ramos abundan los modos de Mi, muy frecuente en su área de distribución geográfica, lo que prueba que es una música tradicional arraigada. Respecto a su cronología, Miguel Manzano piensa que las melodías son más antiguas que los textos a los que acompañan; muestran rastros de música gregoriana y del momento de transición del latín al romance, por lo que sus orígenes estarían en los siglos XIII-XV.
| Virgen santa de Biforcos consuelo de las Cabreras volved benigna a los ojos a estas humildes doncellas. Venimos a visitaros y a tributar a Dios gracias porque vuestro nacimiento llenó nuestras esperanzas. Crió Dios a Adán y Eva colmados de bendiciones pero su desobediencia nos llenó de maldiciones... Ramo a la Virgen de Biforcos, Santa Eulalia de Cabrera. | Cristo de la Veracruz patrono de Rabanal la familia Fuertes Alonso hoy te viene a venerar. Con prudencia y humildad a tu altar nos acercamos a darte gracias Señor por haber echo el milagro. Una joven de este pueblo que siempre te ha venerado se encontraba casi ciega si tú no tiendes la mano... Ramo al Cristo de la Veracruz, Rabanal del Camino. | En este pórtico estamos dispuestas para cantar si el Señor nos da licencia ya podemos empezar. Hoy bolean las campanas con mucha más alegría. Es el glorioso San Martín que celebra su gran día. Para pasar adelante licencia se necesita del señor cura primero y después de la justicia... Ramo al San Martin, Rodicol. |

| Con Jesús y con María empezamos a cantar el glorioso nacimiento en el dichoso portal. En este portal estamos a la sombra y al sereno para entrar a visitar a la reina de los Cielos. En este portal estamos unas humildes doncellas para entrar a visitar a la soberana reina... Ramo a la Virgen por Nochebuena, Genicera. | La noche de Navidad que llamanos Nochebuena y anunciar el nacimiento venimos estas doncellas. Permitid, Madre amorosa y vuestra casa lucida cántico de las doncellas que de amor vienen rendidas. Rendidas vienen buscando y al Redentor da la vida deseosas en hallarle y a su Madre en compañía... Ramo de Navidad, Omaña. | Vamos poquito a poco caminando hacia el portal a llevar el ramo al Niño y a su madre celestial. En este portal estamos dispuestos para cantar si el Señor nos da licencia ya podemos empezar. En este portal estmos estas humildes doncellas esperando al mayordomo que nos venga a abrir las puertas... Ramo de a la Virgen y al Niño Jesús, Casares de Arbas. |

| Baja niña para abajo a ese patio baldío que te echen la bendición esos tus padres queridos. Coge niña el rosario y acábalo de rezar que los que estamos afuera nos cansamos de esperar. Compañera, tú que vas cuando iremos las demás, compañera, tú que fuiste las demás quedamos tristes... Ramo de novia, Puente Castro. | Buenos días, buenas tardes el señor cura y los novios que con el cuerpo de Cristo se desayunaron todos. A la puerta de la iglesia se unieron dos corazones. Pedimos al rey del cielo nos colme de bendicinoes. Pasad el arco del triunfo de estas umbrales coronas que juntos paséis un día los umbrales de la gloria... Ramo de boda, Villimer. | En este portal estamos dispuestas para cantar si el Señor nos da liencia ya queremos empezar. Licencia ya la tenemos el señor cura la ha dado todas juntas en el templo entremos con este ramo. Al entrar en este templo debemos de entrar juntitas de esta pila que hay al lado tomemos agua bendita... Ramo al Sagrado Corazón de Jesús, Sanfelismo. |

## Ceremonia

### Días previos
Los días previos a la celebración del acto tenían lugar distintos preparativos. Por ejemplo, en Armunia se realizaba una cuestación por las casas para comprar flores y velas para el ramo; en Siero se reunían las mozas para ensayar los cantos y preparar el ramo; y en La Bañeza los mozos ensayaban los kiries. Los ensayos de los coros se realizaban en casa del tamboritero, en el caso de La Bañeza, o de una persona aficionada a componer versos; si no se daba esta circunstancia, se acudía a otra localidad. El adorno del ramo lo realizaban las mozas la noche anterior, y en La Bañeza los mozos pujaban un carro engalanado en el que recogían las ofrendas para el ramo.

### En el exterior del templo
El 24 de diciembre, antes de la medianoche, se reunían familias y vecinos para rezar el rosario en las casas y después se iniciaban cantos, bailes y narraciones. Próxima la medianoche, se formaba una comitiva en la casa donde se había preparado el ramo para dirigirse a la iglesia. La llegada de la hora era anunciada por una especie de pregonero —por ejemplo, en Val de San Lorenzo, un pastor con zamarra de la que colgaban cencerros— o una figura similar a los zancarrones de carnaval. En dicha comitiva participaban los vecinos guiados por faroles, en torno a dos grupos de mozas que formaban sendos coros; al frente de la comitiva, la mayordoma o moza de mayor edad del pueblo, portando el ramo. La llegada de la comitiva a la iglesia se celebraba con repique de campanas. Ante la puerta, las cantoras solicitaban permiso al cura para entrar en el templo.

### En el interior del templo
Una vez dentro de la iglesia —en algunos casos se menciona la entrada de rodillas—, se encendían las velas del ramo y se iniciaba una procesión por el pasillo central hasta el presbiterio; en ella, los coros avanzaban cada cierto número de estrofas o cada cancioncilla. El momento de la entrega del ramo solía ser previo al inicio o al finalizar la misa o durante el ofertorio. La mayordoma, de rodillas ante el altar mayor, entregaba el ramo al cura y este la bendecía. El ramo se depositaba a un lado del altar mayor o ante uno de los laterales. Parece que, al integrar la entrega como parte del ofertorio, se transformaba un ritual pagano en uno cristiano, convirtiendo al ramo en una de las ofrendas semanales que entregaban los vecinos.

### Después de misa
En la documentación se menciona un baile después del canto del ramo; dada la extrañeza de que fuera al salir del templo debido a las condiciones climáticas en diciembre, podría referirse a los casos en que se cantaba el día de Navidad o Reyes. El destino del ramo podía ser variado: la subasta, gracias a la cual el templo obtenía una cantidad en metálico; el reparto de las ofrendas del ramo entre los implicados en el canto, el cura y el sacristán; la permanencia en el templo hasta el día de Año Nuevo o Reyes; o el desmantelamiento y guardado en la sacristía hasta el año siguiente. Después de la misa, las familias se juntaban para la cena de Nochebuena; en lugares como Éscaro o Siero cenaban horas antes de la misa del gallo.

### Protagonistas
El protagonista principal era el conjunto de vecinos de la parroquia, ya que la ofrenda se hacía en su nombre. La dirección de la representación corría a cargo del mayordomo (administración económica del templo) o mayordoma (encargada del aseo del templo). La comitiva que entraba en el templo se componía de mozos y mozas (solteros) y a la cabeza iba un solterón o solterona, que también solía ejercer de ensayador.  El peso de la representación recaía en los dos coros de mozas, aunque también se documentan casos en los que eran los mozos quienes cantaban el ramo. También estaban presentes los cargos públicos de la localidad, como el cura, los alcaldes y el juez de paz.

## Controversia
Una línea de autores relacionan un doble significado que se encontraría en el ramo leonés, ya que su uso en Navidad estaría vinculado con el festejo de la vida, que en algunas culturas se hacía con la utilización de una rama verde perenne, y su uso asociado a la Virgen María, a otro santo, o en otros acontecimientos de la vida como el matrimonio o la celebración de la primera misa por un neopresbítero, se vincularía con la veneración de los dioses y la alabanza de las hazañas de los héroes.Como residuo del paganismo, se conoce la prohibición de encender velas junto a los árboles mencionada en el año 574 en la carta De correctione rusticorum, que San Martín de Dumio envió a Polemio de Astorga. Se desconoce cuándo se unió el ramo verde, símbolo pagano, con la celebración cristiana de la Navidad; es posible que entre los siglos XIII y XV, momento del origen de los textos, posteriormente adaptados a las formas del teatro hacia el siglo XVI y al lenguaje culto en el siglo XVIII.
Por otro lado, están los autores que defienden que el ramo no guarda una conexión directa con las tradiciones paganas célticas ya que se trataría de un intento de dignificación con una perspectiva romántica o, como afirma el antropólogo leonés José Luis Alonso Ponga, de un efecto de «dendrolatría leonesa». Igualmente, tratan de evitar asociar el ramo leonés a una estructura exclusivamente triangular y de doce velas que represente un árbol de Navidad y los doce meses del año respectivamente. Según el mismo autor, la forma triangular se debe a una readaptación del tenebrario cambiando en este caso el número de velas.